# Spurius Postumius Albinus Caudinus
Pour les articles homonymes, voir Postumius Albus.
Spurius Postumius Albinus Caudinus est un homme politique romain, actif au IVe siècle av. J.-C. sous le République romaine.
En 334 av. J.-C., il est consul.
En 332 av. J.-C., il est censeur.
En 327 av. J.-C., il est maître de cavalerie, sous le dictateur Marcus Claudius Marcellus.
En 321 av. J.-C., il est consul pour la seconde fois, et subit la défaite des Fourches Caudines. Le Sénat de Rome refuse de reconnaître cette reddition qui d'après lui, était de la responsabilité personnelle des deux consuls.